# Yamato 691
Yamato 691 (сокращённо Y-691; Ямато 691) — метеорит, обнаруженный в декабре 1969 года в горном хребте Ямато геологом Ёсидой Масару в составе десятой Японской антарктической экспедиции, в 300 километрах от японской арктической станции Сёва. В 2011 году НАСА обнаружило в нём новый, чрезвычайно редкий и уникальный минерал — «вассонит».
Энстатитовый хондрит группы EH3, весит 715 грамм. Помимо вассонита, содержит в себе множество других минералов.

## История
21 декабря 1969 года десятой Японской антарктической экспедицией (JARE-10) на льду у юго-восточной оконечности горного хребта Ямато, в 300 километрах на юго-юго-запад от японской арктической станции Сёва, на координатах 71°50′55′′S 36°15′10′′E случайно было найдено девять метеоритов, в том числе Yamato 691, ранее именовавшийся Yamato A. Предположительно откололся от астероида, сформировавшегося во внутренней области Солнечной системы, вероятно вращавшегося на орбите между Марсом и Юпитером. Член экспедиции Ёсида Масару, первый обнаруживший «чёрные предметы», будучи геологом, сразу догадался о внеземном происхождении объектов. По возвращении в Японию Масару провёл глубокие исследования, после которых убедился, что находки являются метеоритами. Y-691 также был исследован в Институте химии имени Макса Планка в Германии. Это была первая значительная, крупная находка метеоритов в Антарктике. Первоначально все эти образцы считались фрагментами одного метеорита. Однако исследования показали, что образцы принадлежат разным группам метеоритов: шесть из девяти являются сбалансированными обыкновенными хондритами H-группы; остальные три — энстатитовый хондрит группы EH3 (Yamato 691), углеродистый хондрит группы CK4/5, и диогенит (ортопироксенит). Подобная разнородность образцов побудила к дальнейшим систематическим поискам метеоритов на континенте.

### Обнаружение вассонита
5 апреля 2011 года НАСА было объявлено об открытии нового минерала — «вассонита», найденного в Y-691; по размеру тоньше одной сотой части человеческого волоса, или 50 × 450 нанометров. Хотя вассонит и состоит только из двух элементов: серы и титана, в то же время обладает уникальной кристаллической структурой. Был назван в честь профессора Калифорнийского университета в Лос-Анджелесе Джона Вассона (John T. Wasson).

## Состав
Y-691 весит 715 грамм. Является энстатитовым хондритом, — то есть состоит из чистого железа и доли силикатов, — группы EH3 низкой степени метаморфизма, 3-го петрологического типа. Помимо вассонита, Y-691 содержит в себе такие минералы: камацит, перриит, шрейберзит, троилит, добреелит, нининджерит, ольдгамит, сфалерит, джерфишерит, касуэллсилверит, графит, реддерит, альбит, энстатит, диопсид и форстерит. 